# Stagmatoptera
Genre
Stagmatoptera est un genre d'insectes, de la famille des Mantidae (mantes), sous-famille des Stagmatopterinae et de la tribu des Stagmatopterini.    

## Dénomination
- Le genre a été décrit par l'entomologiste argentin Hermann Burmeister en 1838 sous le nom de Stagmatoptera[1].
- L'espèce type pour le genre a été définie par l'entomologiste allemand Ehrmann en 2002 : Stagmatoptera rogatoria (Stoll) (= praecaria)[2].

## Taxinomie
Liste des espèces
- Stagmatoptera abdominalis (Olivier, 1792)
- Stagmatoptera binotata (Scudder, 1869)
- Stagmatoptera biocellata (Saussure, 1869)
- Stagmatoptera femoralis (Saussure & Zehntner, 1894)
- Stagmatoptera flavipennis (Serville, 1839)
- Stagmatoptera hyaloptera  (Perty, 1833)
- Stagmatoptera luna (Serville, 1839)
- Stagmatoptera nova (Beier, 1930)
- Stagmatoptera pia (Saussure & Zehntner, 1894)
- Stagmatoptera praecaria (Linne, 1758) Espèce type
- Stagmatoptera reimoseri (Beier, 1929)
- Stagmatoptera septentrionalis (Saussure & Zehntner, 1894)
- Stagmatoptera supplicaria (Burmeister, 1838)
- Stagmatoptera vischeri

### Articles liés
- Stagmatopterinae
- Liste des genres et des espèces de mantes